# The Drumhead
"The Drumhead" é o vigésimo primeiro episódio da quarta temporada da série de ficção científica Star Trek: The Next Generation, que foi ao ar no dia 29 de abril de 1991 pela sindicação. O episódio foi escrito pela produtora Jeri Taylor e dirigido pelo ator Jonathan Frakes.
No enredo, uma superzeloza almirante da Frota Estelar começa uma inquisição abordo da Enterprise, determinada em desmascarar uma conspiração, eventualmente acusando o Capitão Picard de traição.

## Enredo
Depois de uma explosão na câmara de dilítio na engenharia, o Comando da Frota Estelar envia a Almirante Norah Satie para liderar a investigação. Uma série de questionamentos com a tripulação determina que um oficial klingon, J'Dan, está usando um hipospray para codificar informações nos aminoácidos de seu corpo. Apesar dele admitir ser um colaborador romulano, J'Dan insiste ter nada a ver com a explosão. Satie e o Capitão Picard concordam que ele não poderia ter agido sozinho, e que uma conspiração maior está presente.
O técnico médico Simon Tarses é questionado, já que ele era um dos responsáveis por aplicar as injeções de J'Dan. Tarses afirma que suas interações com o klingon foram inocentes, e paralelamente afirma que ele é um quarto vulcano, porém o assistente betazóide sente que ele está escondendo algo. Uma análise da câmara de dilítio determina que a explosão foi causada por um defeito de fabricação no invólucro da escotilha, não houve sabotagem nem conspiração. Picard considera o assunto encerrado, porém Satie argumenta que mesmo se a explosão não fosse sabotagem, J'Dan não poderia estar agindo sozinho e que uma conspiração ainda existe.
Tarses é trazido para um interrogatório, desta vez em um inquérito aberto. Satie e sua equipe o acusam de mentir sobre sua associação com J'Dan e revelam que ele na verdade é um quarto romulano, apesar de Tarses se recusar a confirmar isso, já que sua resposta pode incriminá-lo. Depois disso, Picard discute o assunto com Worf; Worf afirma que a Frota Estelar possui inimigos e que eles devem ser desmascarados. Picard fala com Tarses em particular, e sai satisfeito por saber que a acobertação de sua ancestralidade romulana é seu único crime. Ele se encontra com Satie para protestar contra seus métodos não ortodoxos e exigir o fim dos inquéritos. Ela afirma responder apenas ao Comando da Frota e que não necessita de seu consentimento, e que os inquéritos irão continuar. Mais tarde, na ponte, Picard é convocado para o inquérito.
O chefe da Segurança da Frota Estelar, Almirante Thomas Henry, chega para observar os inquéritos. Satie começa a falar sobre a carreira de Picard abordo da Enterprise, citando suas inúmeras infrações a Primeira Diretriz, sua captura e assimilação pelos Borg, e finalmente questiona sua lealdade a Frota Estelar. Worf defende seu Capitão de tais alegações, porém o assistende de Satie usa o estado de seu pai como colaborador romulano para impugnar ainda mais o julgamento de Picard. A resposta de Picard é uma citação do pai de Satie, um respeitado jurista, sobre colocar limitações a liberdade das pessoas. Satie deprecia Picard furiosamente por invocar o nome de seu pai em seu própria defesa. O Almirante Henry deixa a sala do meio da declamação, tendo reconhecido a paranoia de Satie. A acusação chama um recesso, e deixa uma desonrada Satie sozinha na corte judicial.
Worf posteriormente encontra Picard no deque de observação para informar que Henry encerrou os inquéritos e que Satie deixou a Enterprise. Worf lamenta ter inicialmente apoiado Satie em sua "caça às bruxas". Picard fala do perigo sempre presente, mas sutil, daqueles que espelham medo e suspeita em nome do que é certo, lembrando-lhe que o preço da liberdade é a eterna vigilância.

## Produção
"The Drumhead" foi concebido como um episódio para economizar dinheiro para a série. A Paramount Television sugeriu um clip show, entretanto Michael Piller e Rick Berman repudiaram a ideia já que não queriam repetir "Shades of Gray". Piller comenta que, "Nós pensamos que eles estavam insultando o público. Eles sintonizam e então você cria esse perigo falso e depois faz um flashback enquanto a memória deles volta até aquele período maravilhoso que tiveram antes de ficarem presos no elevador e toda aquela porcaria". Os dois persuadiram o estúdio a evitar um clip show enquanto ao mesmo tempo produziam um episódio mais barato.
Jeri Taylor escreveu o roteiro baseado em uma ideia que Ronald D. Moore havia proposto, intitulada "It Can't Happen Here". O objetivo de Taylor era mostrar que uma caça às bruxas nos moldes das audiências comunistas do Senador Joseph McCarthy e o julgamento das Bruxas de Salem poderiam acontecer no esclarecido século XXIV se as liberdades individuais fossem rompidas, mesmo que apenas ligeiramente, em nome da preservação da Federação Unida dos Planetas.
De acordo com o diretor Jonathan Frakes, várias tomadas deste episódio foram "roubadas" de filmes de tribunal como Judgment at Nuremberg e The Caine Mutiny. Eventualmente, o episódio cumpriu seu propósito original, e mais de US$ 250.000 foram economizados em sua produção.
"The Drumhead" também foi o último episódio a ter uma trilha sonora composta por Ron Jones. O compositor foi demitido pouco tempo depois por repetidas discussões com Berman e Peter Lauritson sobre o tipo de música que seria adequada para a série. Berman subsequentemente perguntou a Dennis McCarthy se ele estaria disposto a trabalhar como o único compositor da série, porém McCarthy recusou a oferta, citando que isso iria sobrecarregá-lo de trabalho. Por esse motivo, Berman contratou Jay Chattaway como o substituto de Jones.

## Repercussão
Zack Handlen da The A.V. Club deu ao episódio uma nota "A", elogiando muito seu conteúdo, o roteiro e as atuações, resumindo-o como "poderoso, dramático, e comovente".
O episódio também foi bem recebido pela equipe da série. Jeri Taylor elegeu o roteiro de "The Drumhead" como um dos que ela tem mais orgulho. Para Michael Dorn, este é, junto com "The Offspring", seu episódio favorito. Jonathan Frakes também elege este como um de seus favoritos, em parte devido a oportunidade de trabalhar com Jean Simmons.